# Raffles (1930)
Raffles (Brasil: Raffles ) é um filme norte-americano de 1930, do gênero filme policial, dirigido por George Fitzmaurice e Harry d'Abbadie d'Arrast e estrelado por Ronald Colman e Kay Francis.